# (11365) NASA
(11365) NASA est un astéroïde de la ceinture principale.

## Description
(11365) NASA est un astéroïde de la ceinture principale. Il fut découvert par John Broughton le 23 mars 1998 à l'observatoire de Reedy Creek. Il présente une orbite caractérisée par un demi-grand axe de 2,183 UA, une excentricité de 0,141 et une inclinaison de 2,85° par rapport à l'écliptique.
Il fut nommé en hommage à la National Aeronautics and Space Administration.

## Compléments